# Resposta sensorial meridiana autònoma
El terme resposta sensorial meridiana autònoma (RSMA; habitualment referit pel seu acrònim en anglès, ASMR, de autonomous sensory meridian response) és un neologisme que fa referència a un fenomen biològic caracteritzat per una agradable sensació de formigueig que se sent usualment al cap, cuir cabellut o regions perifèriques del cos com a resposta a diversos estímuls visuals, auditius i cognitius. Aquest fenomen es va anar fent conegut a través de la cibercultura, fonamentalment a través de blogs i videoblogs.

## Orígens del terme en la cultura popular
Segons Know Your Meme, el terme ASMR va ser usat per primera vegada el 25 de febrer del 2010, al grup de Facebook «Autonomous Sensory Meridian Response Group» després de ser encunyat per Jennifer Allen (àlies Envelope Nomia a Facebook), creadora del grup, en resposta a un post del fòrum SteadyHealth en el qual algunes persones mantenien un llarg debat sobre aquesta estranya sensació. Allen explica que «autònom» es refereix a la idiosincràsia al voltant de les persones que experimenten ASMR, ja que la naturalesa de la reacció varia d'una persona a una altra, i que el terme meridiana es tracta d'una paraula menys explícita, usada en lloc de la paraula orgasme.
Alguns grups van fer debats en línia, com un de Yahoo! anomenat Society of Sensationalists format el 2008, o The Unnamed Feeling, blog creat per Adrew MacMuiris el 2010, es van enfocar a un aprenentatge amb més profunditat per part de la gent sobre la sensació, i a fomentar el compartir idees i experiències personals. Alguns noms alternatius per l'ASMR amb relació a aquests grups de debat són Attention Induced Head Orgasm, Attention Induced Euphoria, i Attention Induced Observant Euphoria.
Altres frases per a descriure la sensació són: «orgasme cerebral», «massatge cerebral», «formigueig al cap», «orgasme del cap» o «formigueig a l'espina».

## Detonants
L'ASMR, normalment, és causat per certs estímuls anomenats detonants o "triggers". Solen ser auditius i visuals, i poden afectar-nos a través de les interaccions interpersonals de la vida quotidiana. A més, l'ASMR sovint s'activa per exposició a un àudio i vídeo específic. Aquests mitjans de comunicació es poden fer amb el propòsit de desencadenar aquesta sensació per a nosaltres mateixa o per a altres. Els estímuls que poden activar l'ASMR, tal com han informat els que l'experimenten, inclouen els següents:
1. Escoltar una veu tova o xiuxiuejant.
2. Escoltar sons silenciosos i repetitius relacionats amb tasques quotidianes com ara voltar les pàgines d'un llibre.
3. Vigilar algú mentre executa atentament una tasca quotidiana com ara preparar menjar.
4. Mastegar, empassar.
5. Rebre atenció personal.
6. Inicien l'estímul a través de la manipulació conscient sense la necessitat d'activadors externs de vídeo o àudio.
7. Escoltar a algú fent "tapping", és a dir, a tocant suaument (normalment ungles) a superfícies com plàstic, fusta, paper, metall, etc.
8. Moviments manuals, especialment a la cara.
9. Certs tipus de música.
10. Sentir una persona bufar o exhalar en un micròfon.

Un estudi de 2017 de 130 enquestats va trobar que els sons baixos, complexos i amb ritme lent o els vídeos centrats en els detalls són un desencadenant especialment eficaç.

## Susceptibilitat
Els que experimenten ASMR tenen una major puntuació en el Big Five Personality Trait ("5 biaixs de personalitat més grans") en l'obertura a l'experiència i el neuricisme, però menor consciència, extraversió i acordabilitat, pel que es relaciona amb els dos primers trets. L'experiència sensorial i emocional de l'ASMR se superposa i es pot explicar parcialment per les característiques associades amb l'atenció. Al desembre de 2012, Craig Richard, un bloguer sobre l'ASMR, va publicar els primers resultats d'una enquesta que comprèn 12 preguntes que havien rebut 161 enquestats, seguit d'uns segons resultats a l'agost de 2015. L'agost de 2014, Craig Richard, Jennifer Allen i Karissa Burnett van publicar una enquesta a SurveyMonkey que va ser revisada per la Junta de Revisió Institucional de la Universitat de Shenandoah i el Comitè de Revisió d'Estudis Humans de l'Escola del Seminari Teològic de Psicologia. Al setembre de 2015, quan l'enquesta havia rebut 13.000 respostes, els editors van anunciar que estaven analitzant les dades amb la intenció de publicar els resultats. No hi ha cap publicació o informe disponible.

## Comparacions i associacions amb altres fenòmens

### Sinestèsia
De manera integral a l'experiència subjectiva d'RSMA existeix una sensació de formigueig localitzat que molts descriuen com similar a ser tocat suaument, però que s'estimula veient i escoltant els mitjans audiovisuals en absència de qualsevol contacte físic amb una altra persona. Aquests informes han precipitat la comparació entre l'ASMR i sinestèsia, una condició caracteritzada per l'excitació d'una modalitat sensorial per estímuls que normalment estimulen exclusivament una altra, com quan l'audició d'un so específic indueix la visualització d'un color, forma o objecte diferents (un tipus de sinestèsia anomenada cromatèsia). Per tant, les persones amb altres tipus de sinestèsia informen, per exemple, de "veure sons" en el cas de la sinestèsia auditiva-visual, o de "paraules de tast" en el cas de la sinestèsia lèxica-gustativa.
En el cas de l'ASMR, molts informen de la percepció d'estar "tocat" per les vistes i sons presentats en un enregistrament de vídeo, comparable a la sinestèsia visual-tàctil i auditiva-tàctil.

### Misofonia
Algunes persones han intentat relacionar l'ASMR amb la misofonia (un "odi de so"), que es manifesta típicament com "reaccions emocionals negatives automàtiques a sons particulars - el contrari del que es pot observar en reaccions positives a estímuls d'àudio específics en ASMR".
Per exemple, els que tenen misofonia sovint informen que sons humans específics, inclosos els que es fan menjant, respirant, xiuxiuejant o escoltant sorolls repetitius, poden precipitar sentiments d'enuig i fàstic en absència de qualsevol associació prèviament apresa que d'una altra manera pugui explicar aquestes reaccions.
Hi ha abundants informes anecdòtics d'aquells que afirmen tenir misofonia relacionada amb l'ASMR en múltiples llocs d'interacció d'usuari i discussió a internet.

### Frisson(Emoció)
La paraula francesa frisson significa una breu sensació generalment informada com a plaent i sovint expressada com una resposta emocional aclaparadora als estímuls, com una peça de música. Frisson sovint es produeix simultàniament amb la piloerecció, col·loquialment coneguda com a "pell de gallina", per la qual els músculs petits anomenats pili arrector es contrauen, causant el pèl corporal, particularment el de les extremitats i la part posterior del coll, per erigir-se.
Tot i que l'ASMR i el frisson estan "interrelacionats en el fet que semblen sorgir a través de mecanismes fisiològics similars", els individus que han experimentat tant els descriuen com qualitativament diferents, amb diferents tipus de desencadenants.
Un estudi d'un MRI del 2018 va demostrar que les principals regions cerebrals ja conegudes per activar-se a la frisson també s'activen a l'ASMR, i suggereix que "el patró similar d'activació tant de l'ASMR com de la frisson podria explicar les seves semblances subjectives, com la seva curta durada i la sensació de formigueig".

### Sexualitat
Les persones que experimenten l'ASMR informen que se senten relaxades i somnolentes després de veure i escoltar el contingut de l'ASMR.
Tot i que alguns periodistes i comentaristes han retratat l'ASMR com a sensació íntima, continuen dient que no hi ha proves de cap connexió entre l'ASMR i l'excitació sexual.

## Cobertura als mitjans
Una conferència al Regne Unit (Boring 2012) va esmentar vídeos ASMR en la seva llista de temes a debatre. La cobertura d'aquesta conferència, com es va informar en Slate magazine, va esmentar al músic i periodista Rhodri Marsden presentant l'ASMR declarant que aquest fenomen és un estil de vídeos tipus joc de rols no sexual de YouTube.
Alguns articles a The Huffington Post suggereixen certs tipus de «desencadenadors» per evocar l'ASMR. Els articles esmenten formigueigs plaents o sensacions de «murmuri» al cap que alguns vídeos de YouTube o el simple fet de sentir gent murmurar, podrien estimular aquesta sensació. Altres tipus de desencadenadors podrien ser tasques orientades a un objectiu, el fet de parlar suaument, els jocs de rol o la música.
Un article sobre el fenomen de «calfreds» induït per moments específics d'una peça musical, esmenta distincions fetes pels usuaris de la secció ASMR a Reddit per tal de distingir l'equivalència entre l'ASMR i «calfred» (també anomenat frisson). Un article similar a la revista musical britànica New Musical Express, o NME, va esmentar distincions entre ASMR i frisson.
Va assenyalar que encara que ambdues reaccions tendeixen a evocar la «pell de gallina» en l'observador, les reaccions emocionals i fisiològiques són diferents.
L'escriptor Sean T. Collins va citar el catedràtic David Huron d'Ohio State University, que imparteix classes a l'Escola de Música de la Universitat, declarant que ASMR i la sensació de «calfred» són diferents i que «l'efecte ASMR està clara i intensament relacionat a la percepció de no amenaça i atenció altruista», diu Huron, qui observa que hi ha una gran similitud en la neteja mútua física en els primats. «Els primats no humans obtenen gran plaer (acostant-se a l'eufòria) quan són endreçats per un company». I, diu Huron, ells es netegen mútuament no per a estar nets, sinó per connectar un amb l'altre.
ASMR ha estat el tema dels telenotícies de ràdio i vídeo. Una emissió de ràdio en directe va oferir una entrevista a un home que afirmava experimentar ASMR i va incloure un debat sobre el fenomen i sobre què ho desencadenava; el terme orgasme cerebral va ser usat durant aquesta emissió.
Alguns debats en els mitjans de comunicació han mencionat el tema de l'ASMR categoritzat com una reacció sexual, però afirmant que aquells que experimenten aquest fenomen discuteixen que estigui associat amb una excitació sexual i, en el seu lloc, el descriuen com a tranquil·litzant o relaxant.

## Multimèdia

### Vídeos
La font més popular d'estímuls reportats per subjectes, que són efectius per activar l'ASMR, és el vídeo. Els vídeos generalment es divideixen en dues categories: intencionada i no intencionada.
Els mitjans intencionals són creats per aquells coneguts com a "ASMRtists" per activar deliberadament l'ASMR en els espectadors i oients. En canvi, els no intencionats són els que es fan per altres raons, sovint abans que es cridés l'atenció sobre el fenomen el 2007, però que alguns subjectes van descobrir que eren eficaços per desencadenar la ASMR.

### Enregistrament binural
Alguns creadors de vídeo ASMR utilitzen tècniques d'enregistrament binaural per simular l'acústica d'un entorn tridimensional, que es reporta que provoca en els espectadors i oients l'experiència d'estar a prop de l'actor o vocalista. Els enregistraments binaurals es fan normalment utilitzant dos micròfons, igual que els enregistraments estèreo. No obstant això, en els enregistraments binaurals, els dos micròfons tendeixen a ser més especialment dissenyats per imitar les orelles humanes. En molts casos, els micròfons estan a la mateixa distància que les orelles d'un cap humà, i estan envoltats de copes en forma d'orella per imitar l'acústica de les orelles humanes.
La visualització i l'audició de vídeos d'ASMR que comprenen el so ambiental capturat a través de l'enregistrament binaural s'ha comparat amb l'efecte reportat d'escoltar els ritmes binaurals, que també porten a sensacions plaents i l'experiència subjectiva de la calma.
Els enregistraments binaurals es fan específicament per ser escoltats a través d'auriculars en lloc d'altaveus. En escoltar el so a través dels altaveus, l'orella esquerra i dreta poden sentir el so provinent dels dos altaveus. En canvi, quan s'escolta el so a través d'auriculars, el so de l'auricular esquerre és audible només a l'orella esquerra, i el so de l'auricular dret és audible només a l'orella dreta; qüestió que provoca una sensació molt realista.
Escoltar un enregistrament binaural a través d'auriculars simula la localització del so per la qual la gent escolta sons en directe. Per a l'oient, aquesta experiència es caracteritza per dues percepcions. En primer lloc, l'oient es percep a si mateix com a proper a l'intèrpret i a la ubicació de la font de so. En segon lloc, l'oient percep el que sovint s'informa com un so tridimensional, en el qual tant la posició com la distància de la font de so en relació amb els micròfons són perceptibles, fent que sembli que l'oient està en lloc dels micròfons. Aquesta última idea és especialment utilitzada pels "ASMRtisit" per crear situacions de roleplay.

## Reaccions científiques
Steven Novella, director de Neurologia General a l'Escola de Medicina de la Universitat Yale i contribuïdor actiu de temes que impliquen escepticisme científic va escriure al seu blog de neurociència sobre la manca d'investigació científica amb relació a l'ASMR, dient que les tecnologies de la imatge per ressonància magnètica funcional i l'estimulació magnètica transcranial haurien de ser usades per a estudiar el funcionament cerebral de persones que experimentin ASMR amb relació a persones que no ho experimentin. Novella discuteix el concepte de neurodiversitat i esmenta com la complexitat del cervell humà es deu a comportaments de desenvolupament a través de l'escala de temps evolutiu. Aquest també suggereix la possibilitat que l'ASMR sigui un tipus de confiscació del plaer o alguna altra manera d'activar la reacció plaent.
| « | Pot ser un fenomen real, però és inherentment difícil d'investigar. L'experiència interna és la clau de gran part de la investigació psicològica, però quan et trobes amb alguna cosa com això, la qual cosa no pots veure ni sentir, i ni tan sols li passa a tothom, cau en un punt cec. És com la sinestèsia, que durant anys ha estat un mite, fins que en els anys noranta va aparèixer una manera fiable de mesurar-la. - Tom Stafford, professor de Psicologia i Ciències Cognitives de la Universitat de Sheffield. | » |